# Nicolás Ramírez (árbitro)
Maximiliano Nicolás Ramírez (González Catán, provincia de Buenos Aires; 18 de noviembre de 1986) es un árbitro de fútbol argentino. Dirige en la máxima categoría de su país desde 2018. Desde 2023, es árbitro internacional representando a la Argentina.

## Carrera
Debutó en la máxima categoría del fútbol argentino en el partido entre Chacarita Juniors y Temperley en la vigesimoquinta fecha del Campeonato de Primera División 2017-18.

## Estadísticas
| Competición                               | Organizador | Años    | PD  | Amonestado | Prom. | Expulsado | Prom. |
| ----------------------------------------- | ----------- | ------- | --- | ---------- | ----- | --------- | ----- |
| Primera División de Argentina             | AFA         | 2018–   | 33  | 173        | 5,25  | 7         | 0,21  |
| Copa de la Liga Profesional               | AFA         | 2023–   | 8   | 52         | 6,5   | 5         | 0,62  |
| Primera B Nacional                        | AFA         | 2017–   | 50  | 229        | 4,58  | 10        | 0,2   |
| Primera B                                 | AFA         | 2019–   | 25  | 100        | 4     | 12        | 0,48  |
| Copa Argentina                            | AFA         | 2018–   | 7   | 27         | 3,86  | 1         | 0,14  |
| Copa Libertadores                         | CONMEBOL    | 2023–   | 1   | 4          | 4     | 1         | 1     |
| Copa Sudamericana                         | CONMEBOL    | 2023–   | 2   | 9          | 4,5   | 2         | 1     |
| Liga Profesional Saudí                    | SAFF        | 2023–   | 1   | 5          | 5     | 0         | 0     |
| Totales                                   | Totales     | Totales | 134 | 630        | 4,70  | 41        | 0,30  |
| Datos actualizados al 24 de enero de 2024 |             |         |     |            |       |           |       |

Fuente: livefutbol.com